# Boris Buša
Pour les articles homonymes, voir Buša.
Boris Buša est un joueur serbe de volley-ball né le 25 avril 1997 à Vrbas. Il joue attaquant. De la saison 2019/2020 il est dans l'équipe russe de Vojvodina Novi Sad,.
Sa sœur aînée est la joueuse de volleyball Bianka Buša.

## Palmarès

### Clubs
Supercoupe de Serbie:
- 2019

Coupe de Serbie:
- 2020

Championnat de Serbie:
- 2020